# Diederik Six
Diederik Ludolf Six (Alkmaar, 27 oktober 1961) is een Nederlandse restauratie-architect en fotograaf die een groot aantal restauraties van monumentale gebouwen op zijn naam heeft staan.

## Levensloop

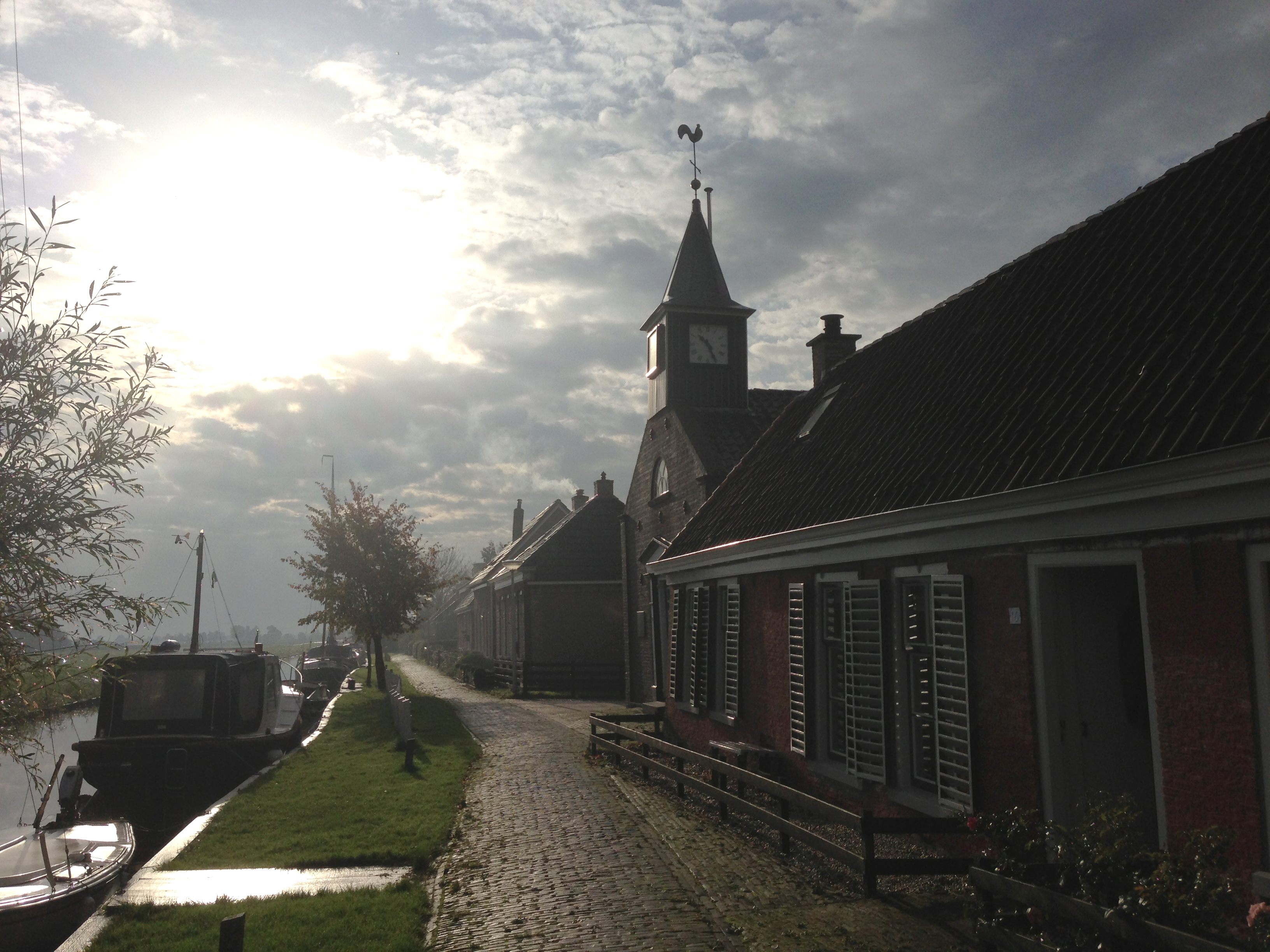
door Diederik Six gemaakte foto van het dorpje Brandeburen in It Heidenskip

Jonkheer Ir. Diederik Ludolf Six ging naar het Maerlant-Lyceum in Den Haag waar hij in 1983 het VWO-diploma kreeg. In datzelfde jaar begon hij de studie bouwkunde aan de TU Delft waar hem in 1989 het ingenieursdiploma werd uitgereikt.
- 1991-heden oprichter en directeur van het architectenbureau Six architects BNA dat gevestigd is in Doorn
- 2005-2008 voorzitter van het bestuur van de  Koninklijke Nederlandse Oudheidkundige Bond (KNOB)
- 2008 bij zijn afscheid als voorzitter KNOB stelt hij voor een stimuleringsprijs KNOB in te stellen onder de naam 'Six-penning'. De  prijs wordt om de twee jaar uitgereikt en bestaat uit een bedrag van 500 euro plus een zilveren penning die door oud-voorzitter Six geschonken wordt. (Voor meer details omtrent deze prijs zie de website van de KNOB).
- 2011-heden president van ICOMOS Nederland. Voor ICOMOS ontwierp hij het 'water en erfgoed schildje' (Water & Heritage Awareness-schild) dat overal ter wereld de verbinding legt tussen watermanagement en culturen en dat op gerestaureerde waterbouwkundige monumenten mag worden aangebracht. In Amsterdam bijvoorbeeld is zo'n schildje bevestigd op de Magere brug over de Amstel en het Shimen waterreservoir (en dam) op TAIWAN.[1]

### Door Ir. Six in Nederland gerestaureerde monumenten
- Landhuis  Doornveld in Doorn
- Walter Maas huis (villa Gaudeamus) in Bilthoven
- Leeuwenstein raadhuis in Vught
- Von Gimborn Arboretum in Doorn
- Walter Maas huis (villa Gaudeamus) in Bilthoven
- Zionsburg in Vught
- Sterkenburg bij Driebergen-Rijsenburg
- Station Vogelenzang-Bennebroek te Bennebroek
- Zwanenbroedershuis in 's-Hertogenbosch

### Door Ir. Six in het buitenland gerestaureerde monumenten
- Shihmen Dam and spillways in het Shihmen reservoir in het noordelijk deel van de stadsprovincie Taoyan op Taiwan[1]
- fort  in Sao Jorge da Mina of Elmina in Ghana
- fort Amsterdam op St. Maarten

## Waardering
Bij de lintjesregen van 2019 werd Six benoemd tot ridder in de Orde van Oranje-Nassau.

## Relatie met het geslachtSix
Diederik Six stamt in rechtstreekse lijn af van Cornelis Charles Six van Oterleek. In De levens van Jan Six (2016) schrijft Geert Mak op blz. 411 over "de Sixen" onder meer dit: "In hun familiegeschiedenis speelt ondernemerschap een rol, maar het is niet overheersend. Ze bestuurden, ze hadden al generatie na generatie een groot hart voor monumenten en cultureel erfgoed en waren en zijn vooral kunstliefhebbers en verzamelaars."